# بسیج خلخالی
بسیج خلخالی با نام واقعی محمدقلی نوروزی که با نام محمدقلی بسیج خلخالی نیز از وی یاد شده‌است، (زاده ۲۷ فروردین ۱۲۹۷ در خلخال، درگذشته ۱۳۷۴ در تهران) سیاستمدار و شاعر ایرانی است. وی چند دوره به عنوان نماینده مجلس فعالیت کرده و با وجود فعالیتهای سیاسی و اجتماعی، فعالیتهای ادبی نیز داشته‌است.

## آثار برجسته
کتاب حماسه هیزم شکن عنوان شاخصترین اثری است که از بسیج خلخالی منتشر شده‌است، در سال ۱۳۴۵ این کتاب به عنوان نامزد جایزه ادبی نوبل معرفی شد لکن چون به زبان فارسی نوشته شده بود در کمیتهٔ نوبل بررسی نمی‌شود. محمدعلی جمالزاده ادعا دارد شانس نوبل بردنش بالا بوده‌است ولی دربار پهلوی با وی موافق نبوده، چراکه می‌خواسته بسیج خلخالی برنده نشود. پس از وقایع جنگ جهانی دوم که فرقه دموکرات آذربایجان تمایل به جدایی آذربایجان از ایران داشت، بسیج خلخالی منظومهٔ حماسی آذربایجان سنگر استقلال ایران را در بیان شور و احساسات وطن پرستانهٔ آذربایجانیان نسبت به استقلال و تمامیت ارضی ایران سرود. این اثر مورد توجه محافل سیاسی و مطبوعاتی آن زمان واقع شد و به میزان گسترده و فراگیری چاپ و از رادیو پخش شد. وی همچنین منظومهٔ بلندی در رثای آبراهام لینکلن سروده‌است.

## آثار
برخی از آثار و کتابهای بسیج خلخالی به شرح زیر می‌باشند:
- حماسهٔ هیزم شکن
- رنج باغبان
- دهقان نامه
- جدل در ملکوت
- گدا نامه
- چنین گفت بودا
- حماسهٔ خاوران
- خادم نادم
- البرت شوایتزر
- امیر کبیر
- لاله‌های قافلانکوه
- سلام بر معلم

زوج پشیمان